# Jakob Lampadius
Jakob Lampadius, de son vrai nom Jakob Lampe (né le 21 novembre 1593 à Heinsen, mort le 10 mars 1649 à Osnabrück) est un juriste et diplomate du duché de Brunswick-Lunebourg.

## Biographie
Jakob Lampe est un fils du paysan Peter Lampe et de son épouse Margarete Knoche. Il va à l'école de Hildesheim et de Hameln puis au gymnasium de Herford. En 1611, il étudie le droit à l'université d'Helmstedt. À Tübingen, il est précepteur du jeune Rodolphe de Brunswick-Wolfenbüttel. Après sa mort prématurée, Lampadius étudie à Marburg, Giessen et Heidelberg, où il obtient son doctorat en 1619.

Jakob Lampadius

Après un an comme assesseur à la cour impériale de Spire, Lampadius est nommé professeur de droit à Helmstedt et fin 1621 conseiller de Frédéric-Ulrich de Brunswick-Wolfenbüttel à Wolfenbüttel. Avec cette fonction, il est présent au Kurfürstentag de Mühlhausen en 1627 et à la convention des évangéliques à Leipzig en 1631. Il prend part aux négociations de l'alliance avec Gustave II Adolphe à Halle et à Mayence ainsi qu'à la Convention des États protestants à Francfort-sur-le-Main.
Après la mort de Friedrich Ulrich et la division du duché en 1635, il entre au service du duc Georges de Brunswick-Calenberg et en 1638 devient vice-chancelier. En 1640, il représente le duc Georges à l'occasion du Kurfürstentag de Nuremberg et à la Diète perpétuelle d'Empire. À partir de 1643, il représente Kalenberg aux traités de Westphalie à Osnabrück. Il devint l'un des porte-parole des domaines protestants à la fois auprès de Johan Adler Salvius (Suède) et Maximilian von und zu Trauttmansdorff (Autriche).
Lampadius épouse en 1625 une fille du conseiller Warnecke. Sa fille Anna Margarethe épouse le chancelier Chrysostomus Cöler. Son fils Christian devient juriste et fonctionnaire de l'électorat de Brunswick-Lunebourg. La fille Dorothea Hedwig épouse un fils de Johann Wissel.